# Generation Gaming
Generation Gaming, znane również jako Gen.G – południowokoreańska profesjonalna organizacja e-sportowa, założona we wrześniu 2017 roku. Dywizję posiada w Counter-Strike: Global Offensive, Fortnite Battle Royale, League of Legends, Overwatch oraz PlayerUnknown’s Battlegrounds. Według Forbes, Gen.G jest siódmą najdroższą organizacją e-sportową na świecie o wartości 110 milionów USD. Siedziby posiada w Playa Vista, Seulu oraz Szanghaju.

## Counter-Strike: Global Offensive
6 grudnia 2019 roku organizacja ogłosiła swój pierwszy skład w CS:GO, w którym znaleźli się: autimatic, daps, koosta oraz Elmapuddy jako trener. 9 grudnia do zespołu doszedł s0m, a 13 dni później BnTeT.

### Obecny skład
Źródło: .
| Kraj              | Nick      | Imię i nazwisko  | Data dołączenia |
| ----------------- | --------- | ---------------- | --------------- |
| Stany Zjednoczone | autimatic | Timothy Ta       | 6 grudnia 2019  |
| Stany Zjednoczone | koosta    | Kenneth Suen     | 6 grudnia 2019  |
| Stany Zjednoczone | s0m       | Sam 0h           | 9 grudnia 2019  |
| Kanada            | daps      | Damian Steele    | 6 grudnia 2019  |
| Indonezja         | BnTeT     | Hansel Ferdinand | 22 grudnia 2019 |
| Australia         | Elmapuddy | Chris Tebbit     | 6 grudnia 2019  |

### Osiągnięcia
- 1. miejsce – DreamHack Open Anaheim 2020

## Apex Legends
19 listopada 2019 roku Gen.G zrezygnowało z sekcji Apex Legends.

### Byli członkowie
Źródło: .
| Kraj              | Nick        | Imię i nazwisko      | Data opuszczenia  |
| ----------------- | ----------- | -------------------- | ----------------- |
| Stany Zjednoczone | GrimReality | Christopher Schaefer | 19 listopada 2019 |
| Stany Zjednoczone | dummy       | Tim Olson            | 19 listopada 2019 |
| Stany Zjednoczone | silkthread  | Ted Z Wang           | 19 listopada 2019 |

## Call of Duty
31 stycznia 2019 Gen.G pojawiło się na scenie CoD, przejmując skład Team Space. Niedługo później zespół rozpoczął CLW Pro League 2019, gdzie udało im się osiągnąć niesamowity bilans 6-1, tym samym zajmując pierwszą pozycję w dywizji A. 2 grudnia 2019 roku organizacja zrezygnowała z prowadzenia tej dywizji.

### Byli członkowie
Źródło: .
| Kraj              | Nick        | Imię i nazwisko   | Data opuszczenia     |
| ----------------- | ----------- | ----------------- | -------------------- |
| Stany Zjednoczone | Spacely     | Michael Schmale   | 19 listopada 2019    |
| Stany Zjednoczone | Havok       | Colt McLendon     | 2 grudnia 2019       |
| Stany Zjednoczone | Maux        | Chance Monciavaez | 2 grudnia 2019       |
| Stany Zjednoczone | Nagafen     | Jared Harrell     | 19 grudnia 2019      |
| Stany Zjednoczone | MajorManiak | Michael Szymaniak | 26 października 2019 |
| Stany Zjednoczone | Envoy       | Dylan Hannon      | 24 października 2019 |
| Australia         | Louqa       | Luke Rigas        | 22 kwietnia 2019     |

### Osiągnięcia
Źródło: .
- 2. miejsce – CWL Anaheim 2019
- 3/4. miejsce – CWL Pro League 2019
- 2. miejsce – CWL Pro League 2019 Playoffs
- 25/32. miejsce – Call of Duty World League Championship 2019

## Clash Royale
4 listopada 2019 Gen.G zrezygnowało z prowadzenia dywizji w Clash Royale.

### Byli członkowie
Źródło: .
| Kraj | Nick        | Imię i nazwisko | Data opuszczenia |
| ---- | ----------- | --------------- | ---------------- |
|      | Cheshen     | Caiwu Zhang     | 4 listopada 2019 |
|      | D.King      | Mengchao Sang   | 4 listopada 2019 |
|      | XiaoK       | Kai Lin         | 4 listopada 2019 |
|      | Winds       | Junjun Cai      | 4 listopada 2019 |
|      | Leir        | Yangfeng Ou     | 31 lipca 2019    |
|      | Qingfeng    | Haoyu Wu        | 11 lipca 2019    |
|      | Little Chen | Xiao Chen       | 21 lipca 2018    |

### Osiągnięcia
- 3. miejsce – Clash Royale League 2018 China Fall Season
- 4. miejsce – Clash Royal League 2019 China Spring Season
- 5. miejsce – Clash Royale League 2019 China Fall Season

## Fortnite

### Obecny skład
Źródło: .
| Kraj              | Nick       | Imię i nazwisko | Data dołączenia      |
| ----------------- | ---------- | --------------- | -------------------- |
| Stany Zjednoczone | Tinaraes   | Tina Perez      | 28 października 2018 |
| Stany Zjednoczone | Maddiesuun | Madison Mann    | 28 października 2018 |
| Stany Zjednoczone | Carlee     | Carlee Gress    | 17 lutego 2019       |
| Stany Zjednoczone | Hannah     | Hannah Reyes    | 12 kwietnia 2019     |

## League of Legends

### Obecny skład
Źródło: .
| Kraj             | Nick   | Imię i nazwisko | Data dołączenia   |
| ---------------- | ------ | --------------- | ----------------- |
| Korea Południowa | Rascal | Kim Kwang-hee   | 20 listopada 2019 |
| Korea Południowa | Clid   | Kim Tae-min     | 20 listopada 2019 |
| Korea Południowa | Bdd    | Gwak Bo-seong   | 20 listopada 2019 |
| Korea Południowa | Ruler  | Park Jae-hyuk   | 3 maja 2018       |
| Korea Południowa | Kellin | Kim Hyeong-gyu  | 9 grudnia 2019    |
| Korea Południowa | Life   | Kim Jeong-min   | 3 maja 2018       |

### Osiągnięcia
Źródło: .
- 4. miejsce – LCK 2018 Summer
- 5. miejsce – LCK 2018 Summer Playoffs
- 1. miejsce – Korea Regional Finals 2018
- 13/16. miejsce – Worlds 2018
- 2. miejsce – KeSPA Cup 2018
- 7. miejsce – LCK 2019 Spring
- 6. miejsce – LCK 2019 Summer
- 5/8. miejsce – KeSPA Cup 2019

## Overwatch

### Obecny skład
Źródło: .
| Kraj             | Nick    | Imię i nazwisko | Data dołączenia  |
| ---------------- | ------- | --------------- | ---------------- |
| Korea Południowa | Stalk3r | Jeong Hag-yong  | 2 listopada 2018 |
| Korea Południowa | Wekeed  | Choi Seok-woo   | 22 lutego 2019   |
| Korea Południowa | WooHyaL | Sung Seung-hyun | 22 lutego 2019   |
| Korea Południowa | Oberon  | Ham Eun-sang    | 22 lutego 2019   |
| Korea Południowa | Bliss   | Kim So-myung    | czerwiec 2019    |
| Korea Południowa | Haeim   | Hwang Jun-seon  | 10 stycznia 2020 |
| Korea Południowa | someone | Ham Jeong-wan   | 10 stycznia 2020 |
| Korea Południowa | BE9     | Ahn Kyu-min     | 10 stycznia 2020 |

### Osiągnięcia
Źródło: .
- 9/10. miejsce – Overwatch Contenders 2018 Season 3 Korea
- 3/4. miejsce – Overwatch Contenders 2019 Season 1 Korea
- 2. miejsce – NetEase Esports X Tournament 2019 Spring
- 3. miejsce – Overwatch Contenders 2019 Season 2 Korea
- 4. miejsce – Overwatch Contenders 2019 The Gauntlet

## PlayerUnknown's Battlegrounds

### Obecny skład
Źródło: .
| Kraj             | Nick    | Imię i nazwisko | Data dołączenia  |
| ---------------- | ------- | --------------- | ---------------- |
| Korea Południowa | Loki    | Park Jung-young | 16 sierpnia 2018 |
| Korea Południowa | Pio     | Cha Seung-hoon  | 29 kwietnia 2019 |
| Korea Południowa | Menteul | Im Yeong-su     | 11 grudnia 2019  |
| Korea Południowa | Aqua5   | Yoo Sang-ho     | 11 grudnia 2019  |

### Osiągnięcia
Źródło: .
- 1. miejsce – PUBG Korea League 2019 Phase 2
- 1. miejsce – MET Asia Series PUBG Classic
- 1. miejsce – PUBG Global Championship 2019
- 1. miejsce – PUBG JAPAN SERIES Winter Invitational 2019